# 洋淘湖镇
洋淘湖镇，是中华人民共和国湖南省常德市汉寿县下辖的一个乡镇级行政单位。

## 行政区划
洋淘湖镇下辖以下地区：
游巡塘社区、常新村、东风村、前进村、红星村、先锋村、红旗村、建设村、胜利村、冲天村、水产村、渔场生活区和蚕桑站生活区。